# Авраам Ярмолинський
Авраам Ярмолинський (англ. Yarmolinsky, Avrahm (Abraham)) (нар. 13 січня 1890, Гайсин — пом. 28 вересня 1975, Нью-Йорк) — американський історик, літературознавець, літератор, перекладач.

## Життєпис
Фахівець з історії Російської Америки та російської літератури. Співробітник, пізніше завідувач слов'янським відділом Нью-Йоркської публічної бібліотеки (1918—1955). Також Ярмолинецький викладав у Колумбійському університеті та Міському коледжі Нью-Йорка. У 1919 році вів переговори з А. С. Гумбергом про видання архівів останнього.
У 1922 році поет Сергій Єсенін передав Ярмолинському рукописи восьми своїх віршів, припускаючи видати у Сполучених Штатах Америки збірник в перекладі А. Ярмолинського.
Авраам Ярмолинський багато років присвятив вивченню російської і радянської літератури, російської американістики.
Дружина — американський поетеса, прозаїк, критик, перекладачка Бабетта Дойч (1895—1982).

## Творчий доробок
Авраам Ярмолинський — автор історіографічних і літературознавчих праць, упорядник великого числа антологій і збірників творів російських і радянських письменників. У 1936 році Ярмолинський разом зі своєю дружиною Бабеттою Дейч переклав англійською мовою роман у віршах О. С. Пушкіна «Євгеній Онєгін».
В одній з книг Авраама Ярмолинського вперше наводиться копія російського запису про першовідкривача Америки — «Америкусе Веспуциа» — італійського мореплавця Амеріго Веспуччі.

## Про нього
- Ярмолинский Авраам // Иванян Э. Энциклопедия российско-американских отношений. XVIII—XX века. — Москва: Международные отношения, 2001. — 696 с. — ISBN 5-7133-1045-0.